# Obzhyle
Obzhyle  (ucraniano: Обжиле) es una localidad del Raión de Podilsk en el Óblast de Odesa de Ucrania. Según el censo de 2001, tiene una población de 869 habitantes.